# Cerro del Tecomate
Cerro del Tecomate är en ort i Mexiko.   Den ligger i kommunen Senguio och delstaten Michoacán de Ocampo, i den södra delen av landet, 130 km väster om huvudstaden Mexico City. Cerro del Tecomate ligger 2 463 meter över havet och antalet invånare är 174.
Terrängen runt Cerro del Tecomate är lite bergig. Runt Cerro del Tecomate är det ganska tätbefolkat, med 192 invånare per kvadratkilometer. Närmaste större samhälle är Maravatío, 18,5 km nordväst om Cerro del Tecomate. I omgivningarna runt Cerro del Tecomate växer huvudsakligen savannskog.